# ژان-کریستوف بووه
ژان-کریستوف بووت (فرانسوی: Jean-Christophe Bouvet‎؛ زاده ۱۹۴۷) بازیگر فرانسوی است.
از فیلم‌های معروف او می‌توان به بازی در فیلم باشد که فلسفه در اتاق خواب، باشد که شیطان ما را با خود ببرد، تاکسی ۳ و تاکسی ۴ اشاره کرد.